# Mill Creek (Pennsylvanie)
Pour les articles homonymes, voir Mill Creek.
Mill Creek est un borough situé au centre-est du comté de Huntingdon, en Pennsylvanie, aux États-Unis,. En 2010, il comptait une population de 328 habitants. Le borough est incorporé le 13 décembre 1905.

## Démographie
Lors du recensement de 2010, le borough comptait une population de 328 habitants. Elle est estimée, en 2019, à 342 habitants.

### Source de la traduction
- (en) Cet article est partiellement ou en totalité issu de l’article de Wikipédia en anglais intitulé « Mill Creek, Pennsylvania » (voir la liste des auteurs).